# Soap Opera (película)
Soap Opera, subtitulada The Lester Persky Story, es una película underground realizada en 1964, dirigida por el artista estadounidense Andy Warhol, y protagonizada por Baby Jane Holzer, y con Gerard Malanga, Sam Green, e Ivy Nicholson. El subtítulo estuvo utilizado por Warhol porque usó imágenes de publicidad de televisión antiguas proporcionadas por Lester Persky.